# Shenzhen Media Group
Shenzhen Media Group wordt afgekort als SZMG en is een mediabedrijf van de overheid die gevestigd is in de stadsprefectuur Shenzhen. Het bedrijf hoorde vroeger bij Shenzhen Media Movie Group 深圳广播电影电视集团. De zendmast van SZMG staat op de berg Hutong Shan in Shenzhen. De voornaamste voertaal is Standaardmandarijn. Er worden zelden Kantonese dialecten gebruikt. Op SZTV-7 openbare kanaal is de voertaal Standaardmandarijn.

## Geschiedenis
In 1983 kwamen er voorbereidingen om SZMG in het leven te roepen. SZMG werd in 1984 officieel opgericht. Shenzhen kabeltelevisie 深圳有线广播电视台 werd in januari 1994 opgericht had toen vijf televisiezenders. De televisieprogramma's van SZMG werden in meer dan dertig televisiezenders uitgezonden. Tot 19 maart 2003 waren de televisiezenders van SZMG kabeltelevisie. Daarna werden ze broadband. SZTV-1 en SZTV-2 zijn beide nog steeds te ontvangen via kabel.

## Televisiezenders
SZMG heeft heden twaalf televisiezenders:
- SZTV hoofdkanaal （深圳卫视）
- SZTV-1 stadskanaal（都市频道）
- SZTV-2 seriekanaal （电视剧频道）
- SZTV-3 economisch nieuws en lifestylekanaal （财经生活频道）
- SZTV-4 entertainmentkanaal （娱乐频道）
- SZTV-5 sportkanaal （体育健康频道）
- SZTV-6 kinderkanaal （少儿频道）
- SZTV-7 openbare kanaal （公共频道）
- SZTV openbaar vervoerkanaal 移动电视频道
- SZTV HDTV 高清频道
- SZTV DV lifestylekanaal DV生活频道
- SZTV-8 shoppingkanaal 宜和购物频道